# Les Arts décoratifs
Pour les articles homonymes, voir Arts décoratifs (homonymie).
 (mai 2011).
Si vous disposez d'ouvrages ou d'articles de référence ou si vous connaissez des sites web de qualité traitant du thème abordé ici, merci de compléter l'article en donnant les références utiles à sa vérifiabilité et en les liant à la section « Notes et références ».
Ne doit pas être confondu avec Museum of Arts and Design ou École nationale supérieure des arts décoratifs.
Les Arts décoratifs sont une institution culturelle française réunissant musées, lieux d'enseignement et bibliothèque autour de l'art de vivre, des arts décoratifs, du design, de la mode et du textile, de la publicité et du graphisme.
Connue jusqu'en 2005 sous la dénomination d'Union centrale des arts décoratifs (UCAD), elle a été fondée en 1882 par des collectionneurs et des industriels désireux de mettre en valeur les arts appliqués en créant des liens entre industrie et beaux-arts pour « entretenir en France la culture des arts qui poursuivent la réalisation du beau dans l’utile ». Reconnue d'utilité publique quelques mois après sa création, l'association remplit des missions de conservation de collections publiques, de diffusion culturelle, de soutien à la création, d'éducation artistique et de formation de professionnels.
Les différentes composantes des Arts décoratifs sont installées sur trois sites à Paris :
- au 107, rue de Rivoli, les ailes de Rohan et de Marsan du palais du Louvre abritent le musée des Arts décoratifs (collections d'arts décoratifs, mode et textile, publicité) et la bibliothèque des Arts décoratifs ;
- au 63, rue de Monceau, se trouve le musée Nissim-de-Camondo ;
- au 266, boulevard Raspail est installée depuis 1988 l’école Camondo (appellation née d'une implantation antérieure dans les communs de l'hôtel Camondo), spécialisée dans le design et l’architecture d’intérieur.

Les Ateliers du Carrousel, ateliers de pratique artistique, sont présents sur ces trois sites.

## Statut
Organisme privé doté d'un statut d’association loi de 1901 reconnue d’utilité publique, les Arts décoratifs sont liés à l'État par une convention renouvelée périodiquement. Ses collections appartiennent à l'État. Le financement est mixte : 47 % de son budget provient de ses ressources propres. Le conseil d'administration est majoritairement composé de représentants du secteur privé.

## Historique
Les Expositions des produits de l'industrie et les Expositions universelles qui se succèdent au XIXe siècle suscitent les rivalités. La France, convaincue de sa supériorité artistique sur les autres nations, se trouve confrontée au progrès prodigieux de l’industrie anglaise, bien décidée à combattre l'industrie française sur son propre terrain : celui de l'art. Cette volonté britannique est d'ailleurs très ancienne, elle prend sa source dès le milieu du XVIIIe siècle, sensible sur le terrain de la gravure et de la céramique.
- 1852 : le Comité central des artistes et des artistes industriels réunit 126 artistes qui adressent un placet à Louis-Napoléon Bonaparte, président de la République, dans lequel ils affirment la fonction sociale de l'art qui ne peut pas être considéré comme un luxe inutile. Grâce aux progrès de l'industrie et à la mécanisation, l'art peut faire partie du quotidien des classes laborieuses. Il est nécessaire d'organiser cette osmose entre l'art et l'industrie en créant une École centrale des beaux-arts  appliqués à l'industrie et en organisant des exposition spéciales pour les artistes industriels et la création d'un musée consacré aux beaux-arts industriels.
- 1864 : un groupe d'industriels conduit par Amédée Couder, Jules Klagmann et Ernest Guichard décide de fonder au 15, place Royale (aujourd'hui place des Vosges) à Paris, sur le modèle du South Kensington Museum (actuel Victoria and Albert Museum), l’Union centrale des beaux-arts appliqués à l’industrie. En quelques mois une collection est constituée et un « musée-école », doté dès l'origine d'une bibliothèque, est créé. Il occupe alors deux salles d'un hôtel particulier.
- 1865 : la première exposition de l'Union centrale des beaux-arts appliqués à l'industrie intitulée comme les suivantes « Musée rétrospectif » se tient au palais de l'Industrie des Champs-Élysées[1],[2].
- 1875 : l'Union centrale des beaux-arts appliqués à l'industrie installe son musée et sa bibliothèque 3, place des Vosges. La bibliothèque comprend alors un fonds d'ouvrages anciens et modernes ainsi que de nombreux échantillons de textiles et de papiers peints mis à la disposition des artistes, industriels et ouvriers. Le musée et la bibliothèque sont ouverts gratuitement de 10 h à 17 h et le soir de 19 h à 22 h, pour permettre aux ouvriers d'y venir à la sortie des ateliers.
- 1877 : l'Union centrale des beaux-arts appliqués à l'industrie, qui a acquis une expérience unique en organisant plusieurs manifestations comme les « musées rétrospectifs », est concurrencée par l'annonce de la fondation d'une Société du musée des Arts décoratifs. Celle-ci, créée en mai 1877, est placée sous la haute présidence du duc d'Audiffret-Pasquier, président du Sénat. Le Comité de patronage comporte des personnalités du monde de la culture et de la politique.
- 1878 : l'État concède à la nouvelle société le pavillon de Flore au palais du Louvre.
- 1879 : la société doit rapidement quitter ces lieux, affectés au service de la préfecture de la Seine jusqu'à la reconstruction de l'hôtel de ville. Elle trouve alors asile au palais de l'Industrie, aux mêmes conditions qu’au pavillon de Flore — pour un franc symbolique. La fusion des deux sociétés s’impose lorsque la Société du musée, désireuse de rendre périodiques ses expositions, se trouve en compétition avec les projets de l'Union centrale. L'Union centrale et la Société du musée des Arts décoratifs s'entendent, malgré leurs divergences d'origine et d'opinion : les fondateurs de l'Union centrale appartiennent au monde des industries, les initiateurs de la Société du musée sont des leaders politiques et mondains.
- 1882 : en mars, les deux structures fusionnent, donnant naissance à l'Union centrale des arts décoratifs (UCAD)[3]. La reconnaissance d’utilité publique eut lieu le 15 mai suivant[4]. C'est alors en France la plus influente des associations artistiques. Homme politique en vue et ami de Manet, Antonin Proust en prend la présidence. Les leaders s'unissent dans la recherche d'un lieu où installer le musée et la bibliothèque.
- 1891 : le député Georges Berger prend la présidence de l'UCAD. Il s'entoure de Jules Maciet, nommé à la tête de la Commission du musée, et de Paul Gagnault, nommé conservateur du musée. Comme son prédécesseur, il s'attelle avec patience et détermination à l'installation du musée des Arts décoratifs quai d'Orsay puis, devant le refus définitif du Sénat, au pavillon de Marsan. Il revient sans cesse à la charge pour obtenir des galeries supplémentaires et gagne des travées sur le ministère des Finances. Il obtient les locaux qui s'étendent du pavillon de Marsan jusqu'aux guichets du Louvre, en face de la rue de l'Échelle. L'installation future s'impose d'elle-même : la nef centrale sera la « salle d'honneur » des expositions d'objets d'art moderne, les bas-côtés seront attribués à la bibliothèque, sa salle de lecture, ses réserves, les étages recevront les collections et les reconstitutions des « différents intérieurs décorés ».
- 1898 : une convention avec l'État concède à l'UCAD le pavillon et l'aile de Marsan du palais du Louvre, rue de Rivoli, pour une durée de quinze ans à dater de l’ouverture. Les travaux, les aménagements du bâtiment, les installations du musée sont à la charge de l'UCAD. À l'expiration de ce temps, les collections reviendront à l'État, ainsi que la propriété des travaux et aménagements, sans indemnités.
- 1900 : la Cour des comptes met plusieurs années à déménager les dossiers qui encombrent le pavillon de Marsan, compromettant l'ouverture du musée qui devait coïncider avec l'Exposition universelle de 1900. Cent mille liasses occupent encore les sous-sols en 1910.
- 1904 : ouverture de la bibliothèque des Arts décoratifs rue de Rivoli.
- 1905 : le 29 mai, le président de la République Émile Loubet inaugure le musée des Arts décoratifs au sein du palais du Louvre, nouveau siège de l'union.
- 1906 : le musée accueille le deuxième Salon des artistes décorateurs et le fera jusqu’en 1922.
- 1911 : François Carnot prend la présidence de l'UCAD. Acquisitions et expositions se multiplient.
- 1920 : première échéance de la convention.
- 1927 : installation des cours d'art graphique et de reliure rue Beethoven.
- 1930 et 1932 : le musée accueille les expositions de l'Union des artistes modernes (UAM).
- 1935 : à la mort du comte Moïse de Camondo, le musée reçoit le legs de son hôtel particulier et de ses collections, constituant l'un des plus beaux exemples de demeure française du XVIIIe siècle.
- 1936 : le 21 décembre, inauguration du musée Nissim-de-Camondo.
- 1938 : huit cents caisses contenant les objets les plus précieux du musée prennent le chemin de l'exil dans les châteaux de la Loire et ne réintégreront le musée qu'en 1944.
- 1944 : à l'enseignement de l'école de la rue Beethoven s'ajoute un cours de perfectionnement destiné à fournir des collaborateurs qualifiés aux maisons de décoration, qui deviendra l'école Camondo : une école d'architecture et de design. Au lendemain de la Seconde Guerre mondiale, l'Union centrale des arts décoratifs vit une activité accrue et une mutation sans précédent. Elle participe du renouveau muséal dans le paysage culturel de l’époque.
- 1949 : avec « Formes utiles : objets de notre temps » présentée fin 1949 par l'UAM, le pavillon de Marsan inaugure une série d'expositions de formes industrielles, dont l'aboutissement sera vingt ans plus tard la fondation du Centre de création industrielle (CCI).
- 1950 : au début des années 1950, la configuration des collections est la suivante : les collections du XIXe et du XXe siècle, y compris une petite salle 1925, entourent la nef réservée aux expositions temporaires. Dans les galeries des étages supérieurs, le circuit est chronologique, du Moyen Âge à l'Empire. L'étage sous verrière est consacré aux collections étrangères. À l'Orient musulman sont attribuées les salles du pavillon de Marsan, dont la hauteur sous plafond permet l’exposition des grands tapis de Perse et d'Anatolie. Le musée est devenu avec les années le lieu de prédilection des collectionneurs et des amateurs.
- 1951 : le musée crée un service éducatif qui propose des visites des salles du musée par époque et par technique, puis des cours d'histoire de l'art avec projections.
- 1953 : l'atelier des moins de 13 ans, à l'origine des Ateliers du Carrousel, s’ouvre sous la responsabilité de Pierre Belvès, l'un des illustrateurs les plus célèbres des albums du Père Castor.
- 1966 : François Mathey devient conservateur en chef du musée des Arts décoratifs.
- 1969 : création du Centre de création industrielle (CCI) par François Mathey et Yolande Amic.
- 1974 : ce CCI est rattaché au centre Beaubourg — futur centre national d'art et de culture Georges-Pompidou. Sous la présidence de Robert Bordaz sont lancés les projets de nouveaux musées consacrés à la publicité et aux arts de la mode, la construction d'un nouveau bâtiment boulevard Raspail destiné à l'école Camondo et l’extension du musée des Arts décoratifs dans le Grand Louvre.
- 1978 : ouverture du musée de l'Affiche, rue de Paradis, rebaptisé en 1981 musée de la Publicité.

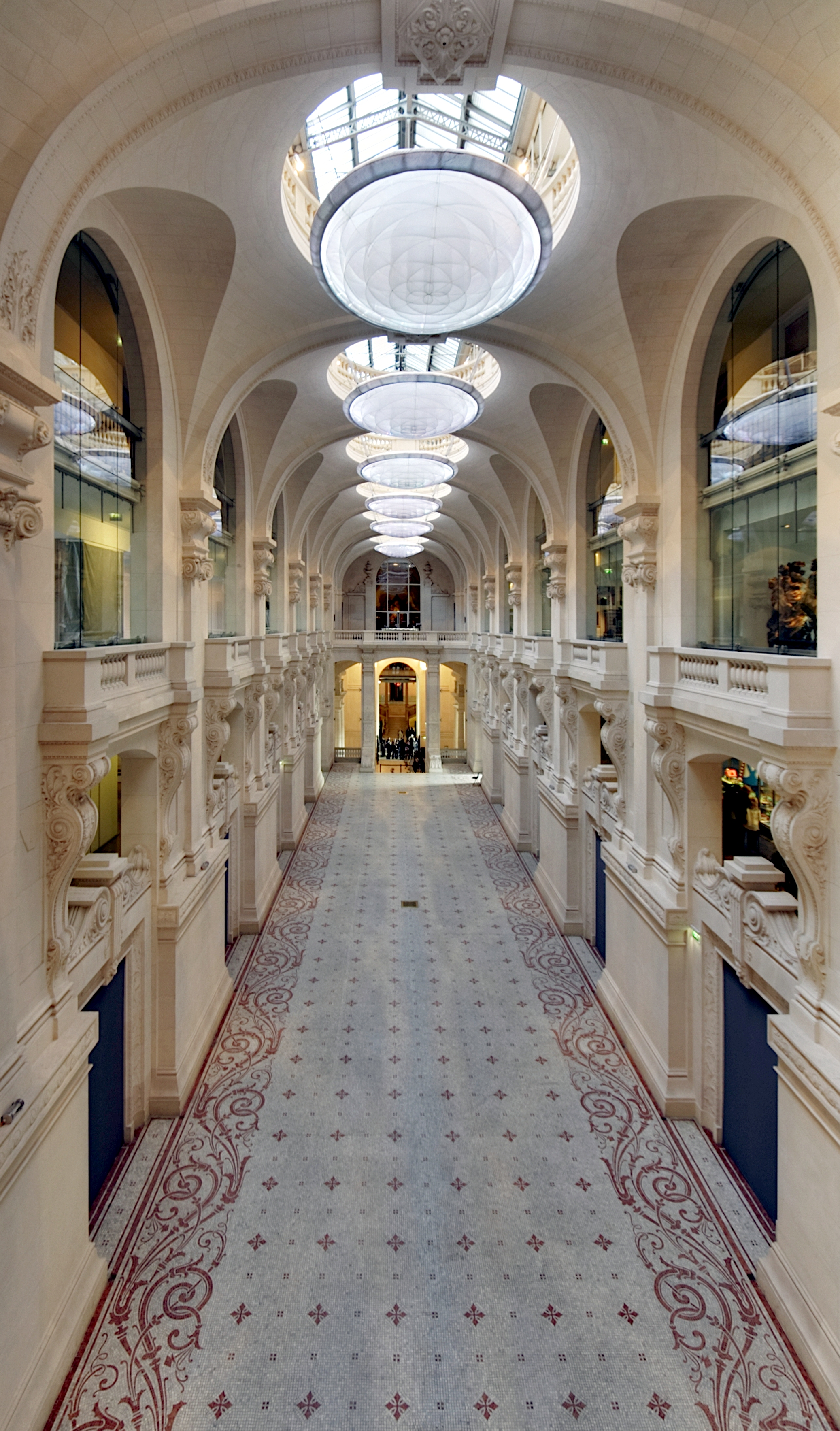
Le musée des Arts décoratifs de Paris.

- 1985 : réaménagement du musée des Arts décoratifs rénové dans le cadre de la loi-programme des musées. Ouverture de deux galeries de collections du XXe siècle et des centres spécialisés (verre, jouets, papiers peints, dessins, textiles). Création du « comité pour Camondo » qui recherche les fonds privés nécessaires à la restauration des collections du musée Nissim-de-Camondo.
- 1986 : inauguration du musée des Arts de la mode dans le pavillon de Marsan, à la suite de l'alliance conclue en 1981 entre l'UCAD et l'Union française des arts du costume (UFAC).
- 1988 : installation de l'école Camondo boulevard Raspail.
- 1989 : Antoine Riboud prend la présidence de l’UCAD.
- 1990 : le musée de la Publicité quitte la rue de Paradis et s'installe rue de Rivoli.
- 1994 : Hélène David-Weill est nommée présidente de l’UCAD.
- 1996 : fermeture des collections permanentes du musée des Arts décoratifs et de la bibliothèque pour travaux.
- 1997 : redéploiement du musée des Arts de la mode qui devient le musée de la Mode et du Textile dans l'aile Rohan. Création du Comité international en vue de réunir les fonds nécessaires à la restauration et à l'acquisition d'œuvres pour la réouverture du musée.
- 1999 : inauguration rue de Rivoli des espaces aménagés par Jean Nouvel consacrés à la publicité.
- 2002 : réouverture après rénovation de la bibliothèque des Arts décoratifs et des Ateliers du Carrousel.
- 2003 : fermeture de l'école de reliure et d'encadrement située au musée Camondo, le Centre des arts du livre et de l'encadrement (CALE) fondé par le Comité des dames en 1894.
- 2004 : ouverture de la galerie des Bijoux.
- 2005 : l'Union centrale des arts décoratifs est rebaptisée « Les Arts décoratifs » et adopte un nouveau logo.
- 2006 : en septembre, réouverture du musée des Arts décoratifs qui présente désormais plus de 6 000 œuvres déployées sur plus de 6 000 m2. Pour la première fois dans l'histoire de l'institution, tous les domaines qui y sont abordés (arts décoratifs, mode et textile, publicité) sont proposés au public en un seul et même lieu.

## Les collections des musées

### Arts décoratifs
Les Arts décoratifs conservent aujourd'hui l'une des plus importantes collections d'arts décoratifs au monde, soit 150 000 œuvres réparties dans cinq départements chronologiques (Moyen Âge, Renaissance, XVIIe, XVIIIe, XIXe, XXe siècle avec l'Art nouveau, l'Art déco et l'art moderne et contemporain) et dans cinq départements thématiques (arts graphiques, bijoux, jouets, papiers peints, verre). Ces collections présentent tous les aspects de la production artistique, dans tous les domaines des arts décoratifs, et illustrent les techniques les plus diverses : art du bois (sculpture, mobilier, boiseries), du métal (orfèvrerie, fer, bronze, étain), de la céramique, du verre, du cuir (écrins, reliures), de la peinture mais aussi celles, plus modestes, des marqueteries de pailles, de broderies de perles, de tôles peintes…
L'essentiel des collections du musée des Arts décoratifs a, depuis sa création, été constitué grâce à des dons et legs : les dons Peyre, Guérin, Perrin, Maciet, Gould, etc. dans les domaines du mobilier et de l'ébénisterie ; les dons Doisteau, Grandjean, Maciet, etc. dans le domaine de l'orfèvrerie ; les dons Fitzhenry, Maciet, Metman, etc. dans le domaine de la céramique ; les quelque six cents bijoux du XIXe siècle de la collection Vever ; la collection des cannes de Doisetau ; la collection des cloisonnées chinois de David David-Weill…

### Mode et textile
Dès leur création, les Arts décoratifs possédaient une large collection textile (soieries, broderies, dentelles, toiles imprimées) qui ne cessera de s'enrichir. L'Union française des arts du costume, créée par les professionnels du secteur sous l'impulsion de François Boucher en 1948, allait constituer sous la houlette d'Yvonne Deslandres une collection importante à la suite d'un accord qui scelle en 1981 l'alliance de ces deux entités, permettant l’ouverture du musée des Arts de la Mode en 1986. Rebaptisée musée de la Mode et du Textile en 1997, la collection comporte 16 000 costumes, 35 000 accessoires, 30 000 pièces de textiles du XIVe siècle à nos jours. Les noms de grands créateurs y sont réunis, de Paul Poiret à Popy Moreni, de Madeleine Vionnet à Christian Lacroix. Avec plus de 1 500 m2 consacrés à la mode et au textile, les Arts décoratifs présentent deux expositions par an en moyenne.

### Art publicitaire
Les premières affiches sont entrées dans les collections au début du XXe siècle, tout d’abord conservées à la bibliothèque. Un département Affiches est créé en 1972 par Geneviève Picon. Un musée de l'Affiche est officiellement créé en 1978 sous l'impulsion d'Alain Weill. Installé rue de Paradis à Paris en 1981, il devient musée de la Publicité, avant de rouvrir en 1999 rue de Rivoli, dans un aménagement de Jean Nouvel. 
Outre le fonds d'affiches (50 000 affiches anciennes du XVIIIe siècle à la Seconde Guerre mondiale et 50 000 affiches contemporaines de 1950 à aujourd'hui), les collections se sont enrichies de films publicitaires (plus de 20 000 films, français ou étrangers, des années 1930 à l’époque actuelle), d'annonces presse (plus de 30 000), de spots radio, d'objets promotionnels. Les Arts décoratifs proposent également une médiathèque multimédia, accessible à tous, offrant la possibilité de découvrir les collections du musée. 
Les collections sont présentées à l'occasion d’expositions temporaires.

### Musée Nissim-de-Camondo
Le musée Nissim-de-Camondo est entièrement consacré à l'art décoratif français de la seconde moitié du XVIIIe siècle. Y sont présentés quelques-uns des plus beaux meubles et objets du temps de Louis XV et Louis XVI : chaises du salon turc de Madame Élisabeth, sœur de Louis XVI ; tapis de la Savonnerie commandé pour la Grande Galerie du Louvre ; pièces du service d'argenterie offert par la Grande Catherine à son favori Orloff ; secrétaire à rideau d’Oeben. Ces chefs-d'œuvre ont été réunis par Moïse de Camondo (Istanbul, 1860 - Paris, 1935), qui confie à René Sergent (1865-1927), architecte, la construction d'un hôtel particulier inspiré du Petit Trianon de Versailles pour abriter ses collections. Édifié en 1911-1914, il est parfaitement adapté aux exigences modernes de confort d'une maison du début de XXe siècle et reste le seul témoignage conservé dans son intégrité qui permette de comprendre le fonctionnement d’une maison particulière de la plaine Monceau.
Privé d'héritier mâle par la disparition de son fils Nissim dans un combat aérien en 1917, Moïse de Camondo légua à l'UCAD, à sa mort en 1935, l'œuvre de sa vie : la reconstitution d'une demeure artistique du XVIIIe siècle. Ses derniers descendants périrent à Auschwitz.

## Autres composantes des Arts décoratifs

### La bibliothèque des Arts décoratifs
Fondée en 1864, la bibliothèque des Arts décoratifs est un lieu de référence pour les étudiants, les chercheurs en histoire de l'art et toutes les professions du domaine artistique. Les collections de la bibliothèque sont accessibles à tous gratuitement et permettent la consultation de livres, de catalogues d’exposition et de salons, de périodiques et de catalogues de vente spécialisés dans les domaines des arts décoratifs, de photographies et de dizaines de milliers d’éphémères (cartes postales, buvards, menus, emballages…). Son catalogue informatisé est accessible sur internet. La collection iconographique Maciet, créée par Jules Maciet de 1885 à 1911, et enrichie jusqu'en 1996, regroupe un million d’images : les gravures et photographies originales sont en cours de numérisation.

### Les Ateliers du Carrousel
Les Ateliers du Carrousel proposent :
- des ateliers à l'année (plus de cent vingt ateliers croisant disciplines, tranches d'âge et horaires) pour enfants (dès l'âge de 4 ans), adolescents et adultes. Ils permettent ainsi à près de mille neuf cents élèves de s'initier ou de se perfectionner aux techniques du dessin, de la peinture, du modelage, du trompe-l’œil, de la communication graphique et de l'histoire de l'art ;
- des ateliers pendant les vacances scolaires permettant d'aborder sur quelques jours des techniques particulières ;
- des ateliers préparatoires à la poursuite d'études supérieures en arts plastiques, destinés en priorité aux adolescents et aux étudiants (ateliers à l'année comme le cycle de trois ans) mais accessibles aussi aux stagiaires de la formation continue (atelier d’été préparatoire, formules à la carte) ;
- des ateliers « hors les murs » construits sur mesure en fonction des attentes (événementiel pour entreprises ou agences de communication, animations dans certains établissements d’enseignement, ateliers de créativité pour professionnels, artisans ou autres).

### L'école Camondo
L'école Camondo est un établissement privé d'enseignement supérieur créé en 1944 et reconnu par l'État en 1989. Son titre est enregistré au Répertoire national des certifications professionnelles (ex-homologation). L'école forme en cinq ans des concepteurs en architecture d’intérieur et en design. Le cursus s'appuie essentiellement sur la méthodologie du projet. Il articule, autour de la conception de projet, approche théorique, maîtrise technique et langage plastique. L'école a ainsi formé des architectes et des designers de renom, tels que Pierre Paulin, Philippe Starck, Jean-Michel Wilmotte…
Elle bénéficie aujourd'hui d'une réputation internationale. Une formation indépendante d'un an, le cycle d'initiation à l'espace et à l'objet (CIE), délivre à travers quatre thèmes d'étude (l'espace personnel, les pratiques quotidiennes, l'environnement urbain et la dimension de l'altérité), une formation permettant de mûrir et réussir le choix d’intégration dans les écoles d'arts appliqués. Cette formation peut également être suivie par thème, en formation continue.

## Présidents, conservateurs en chef, directeurs

### Présidents de l'Union centrale des arts décoratifs, puis des Arts décoratifs
- 1864-1874 : Edouard Guichard
- 1874-1882 : Édouard André
- 1880-1890 : Antonin Proust
- 1891-1910 : Georges Berger
- 1910 : Henri Bouilhet
- 1910-1917 : François Carnot
- 1918-1928 : Henri Rapin
- 1928 : René Prou
- 1961-1975 : Eugène Claudius-Petit
- 1975-1989 : Robert Bordaz
- 1989-1993 : Antoine Riboud
- 1994-2013 : Hélène David-Weill
- 2013 : Jean-Jacques Aillagon : élu président du conseil d'administration des Arts décoratifs le 14 février, il démissionne le 9 septembre pour des raisons personnelles[5].
- 2013-2016 : Bruno Roger[6]
- 2016-2021 : Pierre-Alexis Dumas
- depuis 2021 : Johannes Huth

### Secrétaires généraux, secrétaires délégués, directeurs généraux
- 1882-1892 : M. Beziès
- 1892-1895 : Eugène Morand
- 1896-1930 : Jules Mercier
- 1930-1952 : César Pieri
- 1952-1962 : Pierre Morel d'Arleux (en)
- 1962-1973 : Roger Bain
- 1973-1979 : Pierre Meilhac
- 1979-1981 : Claude Mollard
- 1982-1985 : Daniel Janicot
- 1986-1987 : Guy Mourelon
- 1988-1993 : Thierry Bondoux
- 1993-1994 : Monique Barbaroux
- 1994-1998 : Guy Amsellem
- 1998-2000 : Bruno Suzzarelli
- 2001-2008 : Sophie Durrleman
- 2008-2014 : Marie-Liesse Baudrez
- 2014-2018 : David Caméo
- Depuis 2019 : Sylvie Corréard

### Conservateurs en chef, directeurs du musée des Arts décoratifs
- 1864-1867 : Jules Klagmann
- 1867-1898 : Paul Gasnault
- 1898-1941 : Louis Metman
- 1941-1962 : Jacques Guérin
- 1963-1966 : Michel Faré
- 1966-1985 : François Mathey
- 1986-1991 : Yvonne Brunhammer
- 1991-1993 : Danièle Giraudy
- 1994-1996 : Pierre Arizzoli-Clémentel
- 1997-1999 : Marie-Claude Beaud
- 2000-2013 : Béatrice Salmon
- 2013-2022 : Olivier Gabet
- Depuis 2022 : Christine Macel

### Conservateurs en chef, directeurs de la bibliothèque des Arts décoratifs
- 1864-1875 : J.-J. Arnoux
- 1875-1882 : M. Pasquier
- 1882-1902 : Alfred de Champeaux
- 1902-1931 : Léon Deshairs
- 1967-1970 : Geneviève Bonté
- 1971-1980 : Geneviève Gaëtan-Picon
- 1981-1997 : Geneviève Bonté
- 1997-2009 : Josiane Sartre
- 2009-2019 : Chantal Lachkar
- Depuis 2019 : Stéphanie Rivoire

#### Histoire de l'institution
- Comité central des artistes et des artistes industriels, Placet et Mémoires relatifs à la question des beaux-arts appliqués à l'industrie, Paris, Librairie Vve Mathias, 1852.
- Histoire sommaire de l’Union centrale des beaux-arts appliqués à l'industrie : le beau dans l'utile ; suivie des rapports du jury de l’exposition de 1865, Paris, Union centrale, 1866 (lire en ligne).
- Eugène Véron, Histoire de l'Union centrale : son origine, son présent, son avenir, Paris, imprimerie de F. Debons, 1874 (lire en ligne).
- Antonin Proust, Le Musée des arts décoratifs, Paris, Ch. Delagrave, 1887.
- Rosella Pezone, « L'Union de l'art et de l'industrie : les origines de l'UCAD et du musée des arts décoratifs », Maîtrise d'histoire de l'art, université Paris-IV, 1989-1990.
- Yvonne Brunhammer, Le Beau dans l'utile : un musée pour les arts décoratifs, Paris, Gallimard, coll. « Découvertes Gallimard/Culture et société » (no 145), 1992.
- Claude Mollard, « L'UCAD, partenaire privilégié des innovations artistiques & culturelles de Jack Lang », dans Philippe Poirrier, Mode, design et graphisme en France, Gand, Les Arts décoratifs, 2022 (ISBN 978-2383140030), p. 292-295

#### Les musées et la bibliothèque
- L'Album du musée de la Mode et du Textile, Paris, Union centrale des arts décoratifs-Réunion des musées nationaux, 1997.
- Jérôme Coignard, Le Vertige des images. La collection Maciet, Paris, Union centrale des arts décoratifs-Le Passage, 2002.
- Réjane Bargiel, 150 ans de publicité. Collections du musée de la Publicité, Paris, Union centrale des arts décoratifs, 2004.
- Guide du musée des Arts décoratifs, Paris, Les Arts décoratifs, 2006.
- Béatrice Salmon (dir.), Chefs-d'œuvre du musée des Arts décoratifs, Paris, Les Arts décoratifs, 2006.
- Marie-Noël de Gary (dir.), Musée Nissim-de-Camondo. La demeure d'un collectionneur, Paris, Les Arts décoratifs, 2006.
- Réjane Bargiel, Jean-Luc Larribau, Les Arts décoratifs, une histoire en images, Paris, Les Arts décoratifs, 2006.
- Sylvie Legrand-Rossi, Le musée Nissim-de-Camondo, Paris, Les Arts décoratifs, 2009.